# Bronco
Bronco was een Britse muziekgroep, die bestond in wisselende samenstelling tussen 1969 en 1973.

## Gecshiedenis
Initiatiefnemer van deze rockband was zanger Jess Roden nadat hij in augustus 1969 uit The Alan Bown Set stapte. Hij nam contact op met Kevyn Gammond en John Pasternak met wie hij voor The Alan Bown Set had gespeeld in Shakedown Sound; Gammond had daarna even gespeeld bij Band of Joy van Robert Plant en John Bonham. Drummer Pete Robinson uit die band kwam mee. 
Via Guy Stevens kreeg de band een contract aangeboden bij Island Records en onder zijn leiding begon de band dan ook aan de opnamen van hun eerste langspeelplaat, die in eerste instantie onvoltooid bleef. Na uitgifte van hun tweede album raakten twee leden van de band (Pete Robinson en John Pasternak) en een deel van de crew betrokken bij een verkeersongeluk. Tijdens een Amerikaanse tournee speelde Pasternak vanuit een rolstoel met een beek in het gips; optredens waren nauwelijks een succes. Niet veel later (april 1972) gaf Roden aan een solocarrière te beginnen.
Gitarist Robbie Blunt startte daarop een nieuwe versie van Bronco, dat onderdak vond bij Polydor. 
Bronco bereikte in beide samenstellingen nooit het grote publiek. Wel stond Bronco in het voorprogramma van Led Zeppelin in Wembley Empire Pool, later bekend onder Wembley Arena. 
Robbie Blunt zat minstens tot 1991 in de rockwereld en was enige tijd gitarist in de band rondom Robert Plant. Voor Jess Roden gold min of meer hetzelfde. John Pasternak overleed in 1986. Gammond speelde in Priory of Brion, een andere band rondom Robert Plant. 

## Leden
- Kevyn Gammond – gitaar, achtergrondzang (1969–1973)
- John Pasternak – basgitaar, achtergrondzang (1969–1973)
- Pete Robinson – drums, achtergrondzang, harmonica (1969–1973)
- Robbie Blunt – gitaren, achtergrondzang (1969–1972)
- Jess Roden – eerste zangstem, akoestische gitaar(1969–1972)
- Dan Fone – gitaren, toetsinstrumenten, achtergrondzang (1972–1973)
- Paul Lockey – eerste zangstem (na Roden), gitaren (1972–1973)

## Discografie
- 1970: Country home
- 1971: Ace of sunlight
- 1973: Smoking mixture